# Ministerio de Obras Públicas (Emiratos Árabes Unidos)
El Ministerio de Obras Públicas de los Emiratos Árabes Unidos (en árabe:  وزارة الأشغال العامه) es la entidad encargada del gobierno de dicho país de impulsar la planificación y ejecución de las obras relacionadas esencialmente con el transporte, la vivienda y del mejoramiento urbanístico.
Más específicamente la entidad cuenta con las siguientes labores gubernamentales:
Construir, mantener y mejorar las carreteras federales, instalaciones públicas y edificios del Gobierno central. Supervisar los gastos de las obras según el presupuesto general, tomando en cuenta la necesidad de cada uno de los Emiratos, además de ejecutar determinados proyectos en coordinación con los gobiernos regionales o locales.
Planificar y diseñar los términos y especificaciones de los proyectos de las viviendas federales, anunciar las ofertas y seleccionar a los contratistas y empresas de asesoramiento, supervisar la ejecución y realizar los trámites de financiación de las mismas.
Planificar, diseñar y ejecutar proyectos de obras federales entre las que se incluyen; jardines de infantes, escuelas, dispensarios, mezquitas, mercados, centros sociales, departamentos gubernamentales y otras edificaciones públicas.
Asignar las viviendas construidas por el gobierno federal a los ciudadanos con derecho a las mismas, en cooperación con las autoridades locales.
Proporcionar asesoramiento técnico y ayudar a las administraciones locales en el proceso de planificación y ejecución de sus propios proyectos de vivienda.
Cualesquiera otras tareas que se le asignen al ministerio de acuerdo con las normas legales.

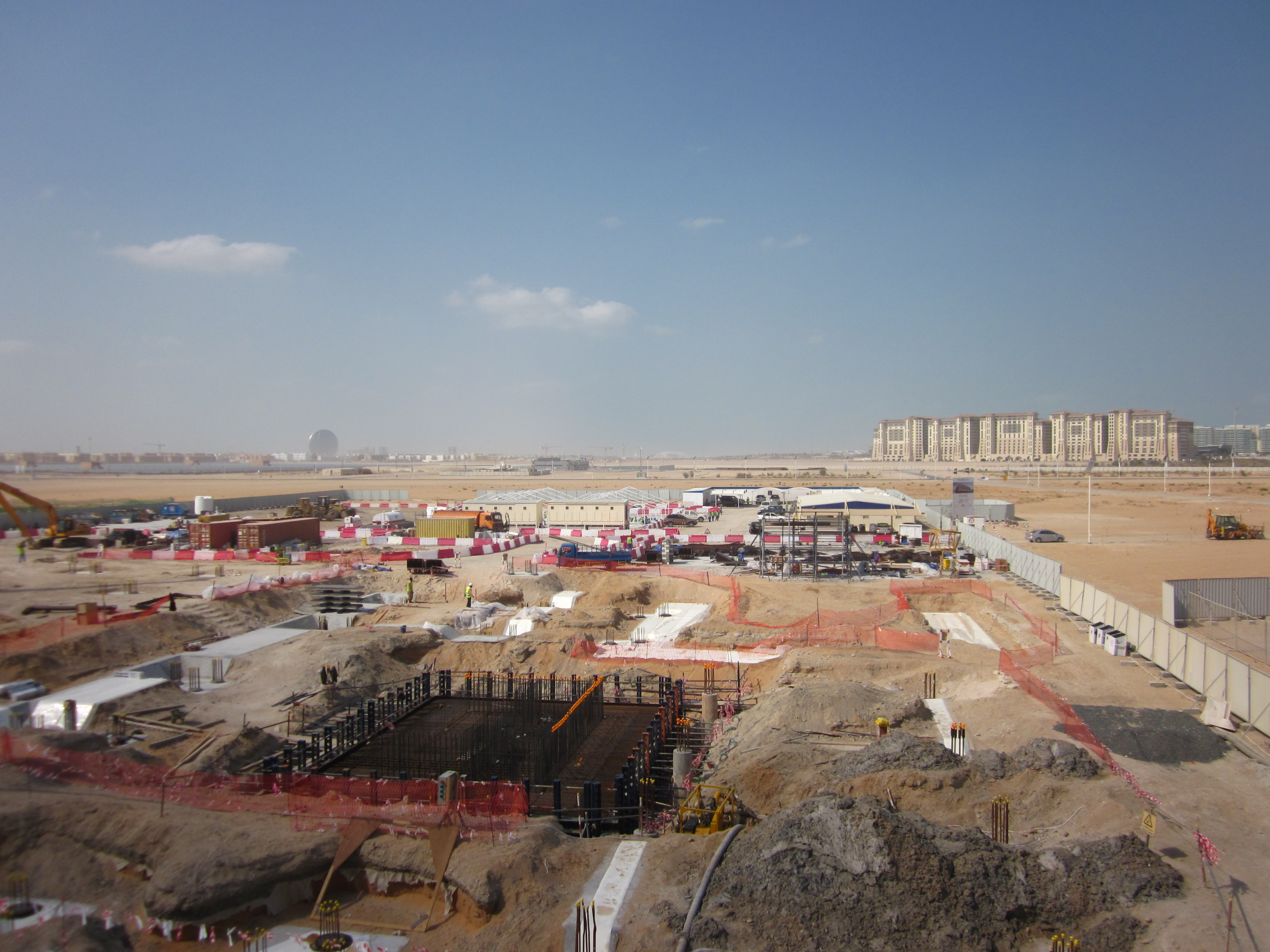
Vista parcial de la ciudad ecológica de Masdar en el proceso de construcción (2012), el cual el Ministerio de Obras Públicas tiene una participación activa

## Historia
La entidad fue establecida poco después de la fundación de los Emiratos Árabes como nación independiente mediante la promulgación de la Ley Federal Nº 1 emitida en 1972, en dicho instrumento jurídico las políticas y proyectos de obras se encontraban compartidas entre dos entidades ministeriales, las cuales eran el propio Ministerio de Obras Públicas y el Ministerio de Vivienda y Urbanismo. Oficialmente el 1 de abril de 1972 el ministerio fue inaugurado, cuyas labores iniciales fue la de ejecutar los proyectos de construcción de las sedes de todos los ministerios y demás oficinas gubernamentales del nuevo Estado emiratí, adicionalmente llevó a cabo la realización de obras como carreteras y puertos. 
Mientras que el papel del Ministerio de Vivienda y Urbanismo era la de organizar estudios y proyectos de estrictamente relacionados con la vivienda y el urbanismo, el desarrollo de las normativas y las especificaciones de los proyectos de vivienda federal, además de establecer directrices sobre las ofertas de adjudicación, la firma de contratos con consultores y contratistas, la supervisión de la debida ejecución de las obras, la realización de los trámites pertinentes para la cancelación de los pagos de cantidades estipuladas en los contratos y coordinar y prestar asesoramiento técnico a las correspondientes administraciones locales de urbanismo de la federación. 
En 1977 los Ministerios de Vivienda y Urbanismo y el de Obras Públicas son fusionados bajo el epónimo de este último, esto ocurre cuando se solicita el establecimiento de dicha fusión al Consejo de Ministros de los Emiratos Árabes Unidos, bajo la gestión del Jeque Maktum bin Rashid Al Maktum como primer ministro mediante la promulgación del Decreto Federal Nº 1 (de 1977).
Posteriormente con el gran desarrollo y el enorme aumento en los proyectos en ejecución, se reestructuró el cuerpo de organización de los ministerios para hacer frente a las exigencias del trabajo. Se llevaron a cabo varias de las decisiones ministeriales en la organización interna y la distribución de especialidades de manera de alcanzar los objetivos del ministerio, y permitirle ejercer las funciones y responsabilidades establecidos por los códigos y reglamentos federales derivados de la constitución.

## Estructura del ministerio
El Ministerio de Obras Públicas de los Emiratos Árabes se encuentra estructurado de la siguiente manera; al Despacho del ministro dependen dos departamentos y la Subsecretaría ministerial, de esta última dependen tres Subsecretarías adjuntas que a su vez se dividen en departamentos.

### Despacho del Ministro
- Departamento de Desarrollo Institucional
- Departamento de Comunicación Gubernamental
- Subsecretaría

#### Subsecretaría Adjunta del Servicio de Apoyo
- - Departamento de Información Tecnológica
  - Departamento de Concursos y Contratos
  - Departamento de Recursos Financieros
  - Departamento de Recursos Humanos
  - Departamento de Asuntos Jurídicos

#### Subsecretaría Adjunta de Vivienda y Urbanismo
- - Departamento de Planificación de Proyectos
  - Departamento de Vivienda
  - Departamento de Estudios Técnicos
  - Gerencia de Urbanismo

#### Subsecretaría Adjunta de Obras
- - Departamento de Mantenimiento
  - Departamento de Diseño
  - Departamento de Ejecución de Obras
  - Dirección General de Carreteras